# Scala 40
Scala 40 (Scala Quaranta) ist ein Kartenspiel, das sich in den 1920er Jahren in Italien verbreitete und dort das Rommé, ein sehr ähnliches Spiel, von dem die meisten Regeln übernommen wurden, verdrängte.
Gespielt wird mit zwei Stapeln französischer Karten. Die Anzahl der Spieler kann zwischen zwei und fünf liegen und jeder spielt, in der Regel, auf eigene Rechnung. Vor allem beim Spiel zu viert, ist aber auch das Spielen in Paaren üblich. Ist ein Geber festgelegt, werden 13 Karten verdeckt und im Uhrzeigersinn an jeden Spieler ausgeteilt. Danach wird eine Karte aufgedeckt; diese stellt den Anfang des Ablagestapels (it. Pozzo) dar. Die verbleibenden Karten werden verdeckt neben den Ablagestapel gelegt und repräsentieren den Talon (it. Tallone). Jeder Spieler nimmt eine Karte vom Talon auf und fügt sie zu den Karten in seiner Hand. Von dort wählt er diese oder eine andere Karte, um sie auf den Ablagestapel auszuspielen.
Um auszulegen (it. aprire, eröffnen) benötigt man mindestens einen oder auch mehrere Tris, Quartetti oder auch Scale, welche 40 Punkte ergeben.
Die Reihenfolge der Karten in einer Scala erfolgt nach dem Nennwert und geht vom Ass zum König. Der Wert der Karten ist der Nennwert. Die Figuren haben einen Wert von 10 Punkten. Das Ass, gelegt in einer Scala vor der Zwei hat einen Wert von einem, in einem Tris oder einer Scala nach dem König einen Wert von elf Punkten.
Ziel des Spiels ist es abzuschließen (it. chiudere), das heißt alle Karten auf der Hand als Tris, Quartetti oder Scale auszuspielen und die letzte auf den Ablagestapel zu legen. Wer abgeschlossen hat, hat „die Hand gewonnen“ (vinto la mano). Die Gegner müssen ihre Karten offenlegen und die Punkte zählen. Die Punktzahl zum Auspacken (it. sballare), das heißt zum Aussteigen aus dem Spiel, ist üblicherweise 101, kann aber von den Spielern auch auf 201 oder 501 festgelegt werden.

## Spielablauf
Wenn eine Kombination (Tris, Quartetto oder Scala) geformt wird, kann jede Karte durch einen Joker (Jolly oder Matta) ersetzt werden.
Nachdem ein Spieler eröffnet hat, kann er auch eine Karte vom Ablagestapel ziehen, jedoch nur die, die von dem vorhergehenden Spieler ausgelegt wurde. Wer noch nicht eröffnet hat, zieht nur vom Talon.
Ferner kann ein Spieler, der eröffnet hat, eine oder mehrere Karten zu den Kombinationen auf dem Tisch hinzufügen (it. attaccare). Man kann anlegen, nachdem man vom Talon gezogen hat. 
Wenn auf dem Tisch ein Joker liegt, um eine Kombination zu formen, und man die Karte hat, um diesen zu ersetzen, kann man diese Karte ausspielen und den Joker in die Hand aufnehmen.
Im Fall, dass die Karten des Talons aufgebraucht sind, wird der Ablagestapel umgedreht und neu gemischt und so ein neuer Talon erzeugt. Es wird eine Karte umgedreht, die dann als Anfang eines neuen Ablagestapels dient.
Um abzuschließen, darf ein Spieler nicht ganz ohne Karten sein. Er muss mindestens noch eine Karte zum Ablegen haben.
Ein Spieler kann abschließen, in dem er in einem Zug alle Karten ausspielt. In diesem Fall sagt man, er hat „in der Hand abgeschlossen“ (chiuso in mano) und die Punkte der Gegenspieler verdoppeln sich.
Der Joker auf der Hand hat normalerweise einen Wert von 25 Punkten und die Karten auf der Hand werden am Ende alle zusammengezählt, daher gibt es keinen festen Wert.

## Spielvarianten
Beim Spiel in Paaren muss nur einer der Partner 40 Punkte auslegen. Dies zählt auch für den Partner, der dann auch mit weniger Punkten auslegen darf.
Die führenden Varianten erlauben die Verwendung von Jokern. Man kann entscheiden, ob Joker verwendet werden oder nicht, ob diese in der Eröffnung verwendet werden können oder erst danach, oder ob Joker, die von einer Kombination auf dem Tisch genommen wurden, in einer neuen Kombination wieder ausgelegt werden dürfen.
Andere Varianten sehen vor, dass der Kartengeber 14 anstatt 13 Karten bekommt und im ersten Zug ohne zu ziehen ausspielen darf, um so, wie die anderen Spieler 13 Karten zu haben.
Außerdem kann wer eröffnet hat Karten hinzufügen, die einen Tris oder eine Scala vervollständigen.
Die Variante, in der es möglich ist, mit einem Tris oder einer Scala von einer Punktzahl unter 40 zu eröffnen, nennt sich Machiavelli.
Wer in der Hand abschließt, erhält einen Punktebonus (festzulegen, z. B. −25), der von der eigenen Punktzahl abzuziehen ist, anstatt der Verdoppelung der Punkte der Gegner.
Oft wird auch mit einem Punktemaximum von 100 pro Runde gespielt, damit das Spiel auch bei Kartenpech nicht zu schnell endet.
Um alle Spieler bis zum Ende im Spiel zu halten, gibt es die Variante mit Wiedereinstieg (it. rientro). Überschreitet ein Spieler das Punktemaximum wird er dabei auf den Punktewert des Spielers mit den meisten Punkten unter dem Maximum zurückgesetzt. Das Spiel endet erst dann, wenn es ein Spieler schafft alle anderen in derselben Runde über das Punktemaximum zu bringen.